# Ao Vivo e em Cores (canção)
Ao Vivo e em Cores é o segundo single do terceiro álbum ao vivo da dupla sertaneja brasileira Victor & Leo, intitulado: Ao Vivo e em Cores em São Paulo.
A canção foi lançada em Março de 2010 nas rádios do Brasil e já está mais uma vez bombando nas paradas, sendo o quinto número 1 da dupla.

## Sucesso nas Paradas
A canção foi um teve ótimo desempenho em Abril e Maio de 2010 liderando várias paradas.
Na edição do Hot 100 Brasil do dia 29 de maio de 2010 a canção liderou as paradas de sucesso, sendo o 5º número 1 deles e o segundo consecutivo do álbum.
| Paradas (2010) | Posição |
| -------------- | ------- |
| Hot 100 Brasil | 1       |